# Aang
Aang er en fiktiv karakter fra tv-serien Avatar, The Last Airbender. Han er 112 år og udpeget som Avatar. En beskytter af jordriget, vandstammerne, luftnomaderne og ildnationen. 
Aang er optimist og tydeligvis uskyldig, da han ikke ved meget om krig eller piger for den sags skyld. Men til trods for manglende viden om piger har Aang forelsket sig i vennen Katara, som måske føler det samme.
Han er skabt af Michael Dante DiMartino og Bryan Konietzko. Aang optræder i alle episoder på nær en, Zuko Alone. 
I showet er Aang den sidste overlevende luftnomade og luftbetvinger. Hans fysiske alder er 12, men da han har ligget i dvale i 100 år, er han 112. I anden episode bliver det afsløret, at han er den seneste reinkarnation af avataren, jordens ånd i menneskeform. Som avatar kontrollerer man alle elementer og har til opgave at holde verden sikker. Serien følger Aang på hans rejse for at klare den opgave.
De fleste af Aangs træk, som at være vegetar, er baseret på buddhismens traditioner.

## Koncept og skabelse
Aangs fremtræden kommer fra en tegning skabt af Bryan Konietzko. Tegningen var af en typisk midaldrende skaldet mand med en pil på hovedet. Bryan lavede tegningen om til en dreng med en flyvende bison.
Kampstilen Aang bruger i serien er inspireret af en kinesisk kampsport kaldet "Baguazhang". Kampstilen fokuserer på cirkulære bevægelser. Denne kampstil fremgår hos alle luftnomaderne.
Plot
Serien er delt op i tre sæsoner. Producerne kalder hver sæson for "bog", og hver bog er opkaldt efter et af de fire elementer. Dog foregår nogle flashbacks før showet begyndte. I et flashback fra episoden The Storm har de ældre luftnomader et privat møde med Aang, hvor de fortæller ham, at han er avataren. Monk Gyatso, Aangs mentor og faderfigur, insisterer på, at Aang skal opdrages som en almindelig dreng. I slutningen af episoden finder man ud af, at Gyatso blandede sig så meget, at de ældre besluttede sig at sende Aang til Det Østlige Lufttempel. Til sidst stikker Aang af og ender i en storm, hvor han kommer ind i et isbjerg.
Efter 100 år i et isbjerg bliver Aang befriet af Katara og hendes bror Sokka. I anden sæson møder Aang og vennerne Toph, en blind jordbetvinger, der skal lære Aang jordbetvingning. Til slut i anden sæson i katakomberne under Ba Sing Se bliver Aang næsten dræbt af Azula, men overlever ved hjælp af Katara.
I tredje sæson møder vennerne en ny fjende, hyret af Prins Zuko til at slå Aang ihjel. Til gengæld blev det også Zuko, der standsede denne lejemorder igen. Zuko ombestemmer sig og redder dem i sidste øjeblik og slutter sig så til dem.
1. ↑  Navnet er anført på engelsk og stammer fra Wikidata hvor navnet endnu ikke findes på dansk.
2. ↑  Navnet er anført på engelsk og stammer fra Wikidata hvor navnet endnu ikke findes på dansk.